# Ministre des Affaires étrangères (Gabon)
 (juin 2020).
 (juin 2020).
Si vous disposez d'ouvrages ou d'articles de référence ou si vous connaissez des sites web de qualité traitant du thème abordé ici, merci de compléter l'article en donnant les références utiles à sa vérifiabilité et en les liant à la section « Notes et références ».
Le ministre des Affaires étrangères du Gabon est un membre du gouvernement gabonais qui dirige la politique en matière d'affaires étrangères et la diplomatie.

## Attributions
Les attributions du ministère des Affaires étrangères sont actuellement définies par le décret no 652 du 21 mai 2003 qui a donné au département les compétences dans les domaines des Affaires étrangères, de la Coopération internationale, de la Francophonie et du droit de la mer. La gestion des réfugiés et la toxicomanie font également partie du champ de compétence du ministère.
Sous l'autorité du président de la République, le ministère des Affaires étrangères, de la Coopération internationale et de la Francophonie est chargé de la conception et de la mise en œuvre de la politique étrangère du gouvernement ainsi que de la coordination et de la conduite de l'action extérieure de l'État dans les domaines des affaires étrangères, de la coopération internationale, des affaires consulaires, de la Francophonie, du droit de la mer, des réfugiés.
A ce titre, il est seul habilité :
à établir les pouvoirs, à représenter la République gabonaise et à correspondre directement avec les puissances étrangères ou leurs représentants au Gabon ainsi qu'avec les organisations internationales;
à préparer les sommets des chefs d'État et de gouvernement, les conférences ministérielles et le Conseil permanent de la Francophonie;
à engager la procédure de ratification et de publication des instruments internationaux auxquels la République gabonaise est partie.
Il est dépositaire des traités et accords internationaux pour la République Gabonaise.
En matière d'affaires étrangères, les missions du ministère sont tout spécialement :
Les propositions au président de la République et au gouvernement sur les orientations de la politique étrangère;
L'information du président de la République et du gouvernement sur l'évolution de la conjoncture internationale et de la situation des États étrangers, par le biais des correspondances de nature politique, économique, culturelle ou de coopération adressée à Libreville par les représentants diplomatique du Gabon (ambassades ou consulats);
La conduite et de l'harmonisation des relations extérieures;
Les contacts et les négociations avec l'extérieur, menés sous les auspices du ministre des Affaires étrangères au plan tant bilatéral que multilatéral.
En matière de coopération internationale, le ministère connaît de toutes les questions relatives à la préparation, à la mise en œuvre et à la coordination de la politique de coopération multisectorielle, bilatérale et multilatérale pour la République gabonaise en faveur du développement, notamment des actions visant à favoriser les investissements étrangers en République gabonaise et promouvoir les investissements des Gabonais à l'étranger.
En matière de Francophonie, le ministère est chargé de toutes les questions relatives à la préparation et à la mise en œuvre de la politique gouvernementale visant à promouvoir et à assurer la coordination de toutes les actions relevant de l'Organisation internationale de la Francophonie au plan national et international, notamment :
de toutes contributions de la République gabonaise aux mécanismes de fonctionnement de la Francophonie;
de toutes actions visant au rayonnement politique et culturel de la Francophonie.
En matière d'affaires consulaires, le ministère est chargé de la conception et de la mise en œuvre de la politique consulaire du gouvernement, notamment de toutes questions de coopération en matière d'entraide judiciaire et administrative, de la protection et de l'assistance aux ressortissants gabonais et des biens établis hors du territoire, via les consuls et les postes consulaires.

## Liste
| #    | Portrait | Nom                            | Mandat                        |
| ---- | -------- | ------------------------------ | ----------------------------- |
| 1    |          | André Gustave Anguilé          | 1960-1961                     |
| 2    |          | Jean-Hilaire Aubame            | 1961-1963                     |
| 3    |          | Jean François Ondo (en)        | 1963                          |
| 4    |          | Joseph Ngoua (en)              | 1963–1964                     |
| 5    |          | Jean-Marc Ekoh                 | 1964                          |
| 6    |          | Léon M'ba                      | 1964                          |
| 7    |          | Pierre Auguste Avaro (en)      | 1964–1965                     |
| 8    |          | Jean Engone (en)               | 1965–1967                     |
| 9    |          | Jean Marie M'ba (en)           | 1967                          |
| 10   |          | Benjamin Ngoubou (en)          | 1967–1968                     |
| 11   |          | Paul Malékou                   | 1968                          |
| 12   |          | Jean Rémy Ayouné (en)          | 1968–1971                     |
| 13   |          | Georges Rawiri                 | 1971–1974                     |
| 14   |          | Paul Okoumba d'Okwatsegue (en) | 1974–1976                     |
| 15   |          | Martin Bongo                   | 1976–1989                     |
| 16   |          | Ali Bongo                      | 1989–1991                     |
| 17   |          | Pascaline Bongo                | 1991–1994                     |
| 18   |          | Jean Ping                      | 1994                          |
| 19   |          | Casimir Oyé-Mba                | 1994–1999                     |
| (18) |          | Jean Ping                      | 1999–2008                     |
| 20   |          | Laure Olga Gondjout            | 2008                          |
| 21   |          | Paul Toungui                   | 2008–2012                     |
| 22   |          | Emmanuel Issoze Ngondet        | 2012–2016                     |
| 23   |          | Pacôme Moubelet Boubeya        | 2016–2017                     |
| 24   |          | Noël Nelson Messone            | 2017–2018                     |
| 25   |          | Régis Immongault Tatangani     | 2018–2019                     |
| 26   |          | Abdu Razzaq Guy Kambogo        | 2019                          |
| 27   |          | Alain Claude Bilie-By-Nze      | 2019-2020                     |
| 28   |          | Pacôme Moubelet Boubeya        | 2020-2022                     |
| 29   |          | Michael Moussa Adamo           | 8 mars 2022 - 20 janvier 2023 |
| 30   |          | Hermann Immongault             | 20 janvier - 30 août 2023     |
| 31   |          | Régis Onanga Ndiaye            | Depuis le 9 septembre 2023    |